# Paseo de Recoletos
O Paseo de Recoletos é uma avenida na cidade de Madrid, na Espanha. Está limitado pela Plaza de Cibeles a sul, e pela Plaza de Colón a norte; nessas duas praças une-se com o Paseo del Prado e com o Paseo de la Castellana respectivamente. Estas três vias contituem um dos principais eixos da capital espanhola, percorrendo-a de norte a sul.
No Paseo de Recoletos pode-se encontrar, circulando de sul para norte, o Palácio do Marquês de Salamanca, a Biblioteca Nacional e a Plaza del Descubrimiento e os respectivos jardins.

## História

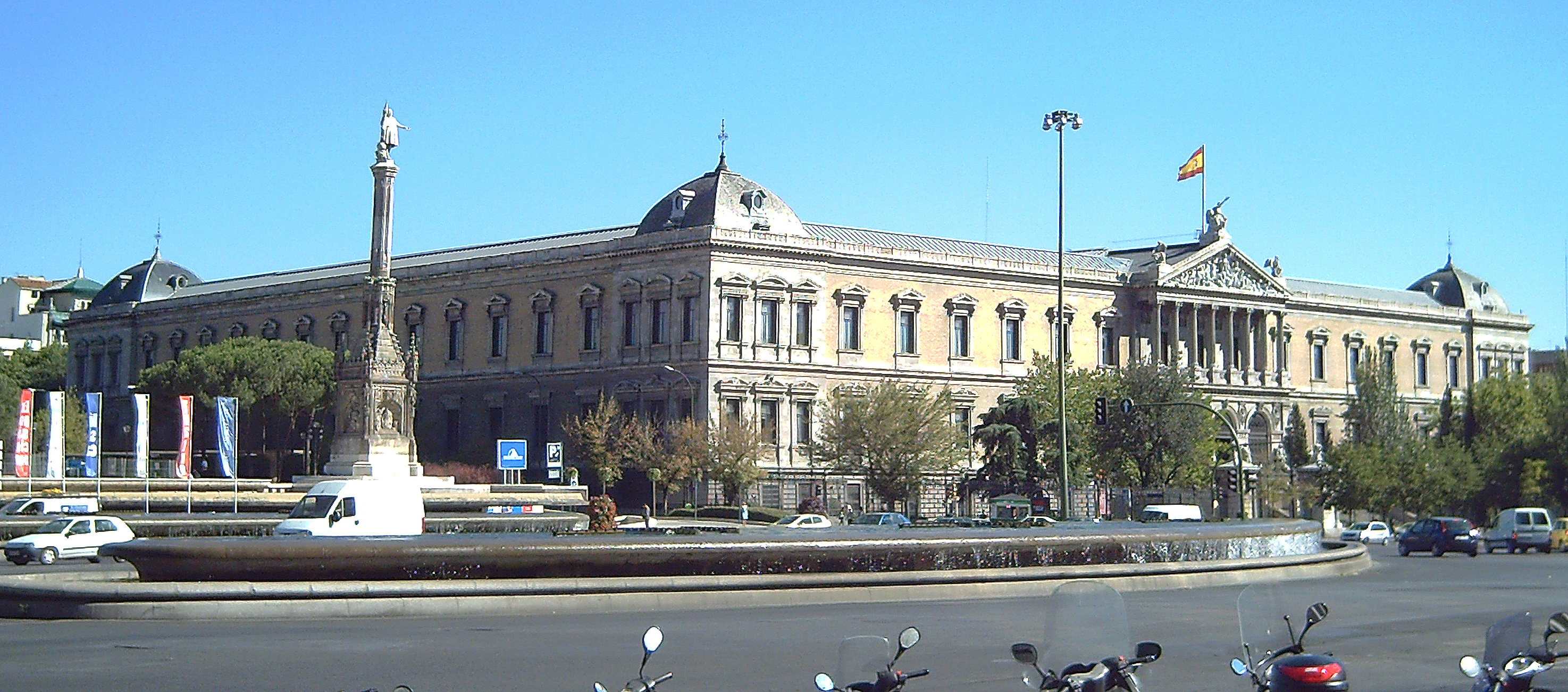
A Biblioteca Nacional na Plaza de Colón.

O Paseo de Recoletos era uma antiga zona residencial das classes mais abastadas de Madrid; o projecto do ensanche de Castro (para Este do Paseo de Recoletos), do fim do século XIX, dividia a cidade em classes sociais: a aristocracia ficava nos boulevards, a burguesia nos bairros de Salamanca e Argüelles e as classes mais pobres estavam a sul. A avenida servia de divisória da zona residencial e do centro.